# Aeropuerto Rafael Cabrera
El Aeropuerto Rafael Cabrera (IATA: GER, OACI: MUNG) se encuentra en Nueva Gerona, Cuba. Cuenta con una terminal aérea y dos pistas de aterrizaje y  despegue. En la terminal aérea encontramos una cafetería y una tienda con múltiples opciones.

## Información
Este aeropuerto recibe 3 vuelos diarios provenientes de La Habana y de 1 a 3 vuelos de Cayo Largo del Sur. A ella llegan todo tipo de pasajeros ya sea de origen internacional o nacional.
- Nombre: Rafael Cabrera/ MUNG/ Nueva Gerona
- Clave de referencia: 3C
- Tipo de operaciones: Nacional
- N.º Terminales: 1
- Categoría contra Incendios: 4
- Designador de pista principal: 05/23
- Longitud de la pista principal: 2,500x45 m
- Designador de la pista secundaria: 17/35
- Longitud de la pista secundaria: 1,623x30 m

## Aerolíneas y destinos
| Aerolíneas  | Destinos  |
| ----------- | --------- |
| Aerogaviota | La Habana |